# Referendum in Lettonia del 1931
Il referendum in Lettonia del 1931 si svolse il 5 e il 6 settembre 1931 in merito al trasferimento della cattedrale di Riga alla Chiesa luterana.  A seguito del precedente referendum del 1923, la Chiesa luterana era stata costretta a condividere la cattedrale con la Chiesa cattolica romana.
La proposta referendaria venne approvata con un ampio margine di voti favorevoli, ma la scarsa affluenza alle urne (appena il 32%) non fece raggiungere il quorum; ad ogni modo, il governo decise di procedere con la legislazione. L'esito del referendum portò a un aumento della popolarità dei partiti civici nelle elezioni parlamentari dell'ottobre 1931.

## Contesto
Nel 1923 il Saeima promulgò una legge che assegnava la cattedrale di Riga al vescovo luterano della Lettonia, ma questa legge non è stata attuata per molto tempo. Il 23 marzo 1931 il Saeima respinse una "Legge sull'espropriazione della Cattedrale" con 28 voti favorevoli e 50 contrari; di conseguenza, i partiti nazionalisti lanciarono un'iniziativa legislativa il 25 marzo, presentandola il 14 giugno accompagnata da 231.000 firme (19% dell'elettorato, mentre il requisito era un decimo).
Il 22 luglio 1931 il Saeima respinse l'iniziativa con 41 voti contro 41.

## Risultati
Nella votazione popolare, avvenuta poco prima delle elezioni del Saeima del 4 ottobre, non è stato raggiunto il necessario quorum di partecipazione del 50% dell'elettorato (articolo 74 della Costituzione in vigore prima del 1933). L'adozione richiedeva la maggioranza dei voti espressi.
| Scelta                                  | voti      | %     |
| --------------------------------------- | --------- | ----- |
| Per                                     | 380.714   | 97,87 |
| Contro                                  | 8.267     | 2,13  |
| Voti non validi/vuoti                   | 1.179     | –     |
| Totale                                  | 390,160   | 100   |
| Elettori registrati/affluenza alle urne | 1.217.914 | 32,03 |
| Fonte: Democrazia Diretta               |           |       |

## Conseguenze
Il 30 settembre, durante le vacanze parlamentari e poco prima delle elezioni del 4 ottobre, il governo emanò un decreto d'urgenza ai sensi dell'articolo 81 della Costituzione con cui la cattedrale devenne cattedrale del vescovo luterano della Lettonia:
Il neo eletto Saeima confermò poi questa decisione.